# Lycium europaeum
Lycium europaeum är en potatisväxtart som beskrevs av Carl von Linné. Lycium europaeum ingår i släktet bocktörnen, och familjen potatisväxter. Inga underarter finns listade i Catalogue of Life.

## Bildgalleri

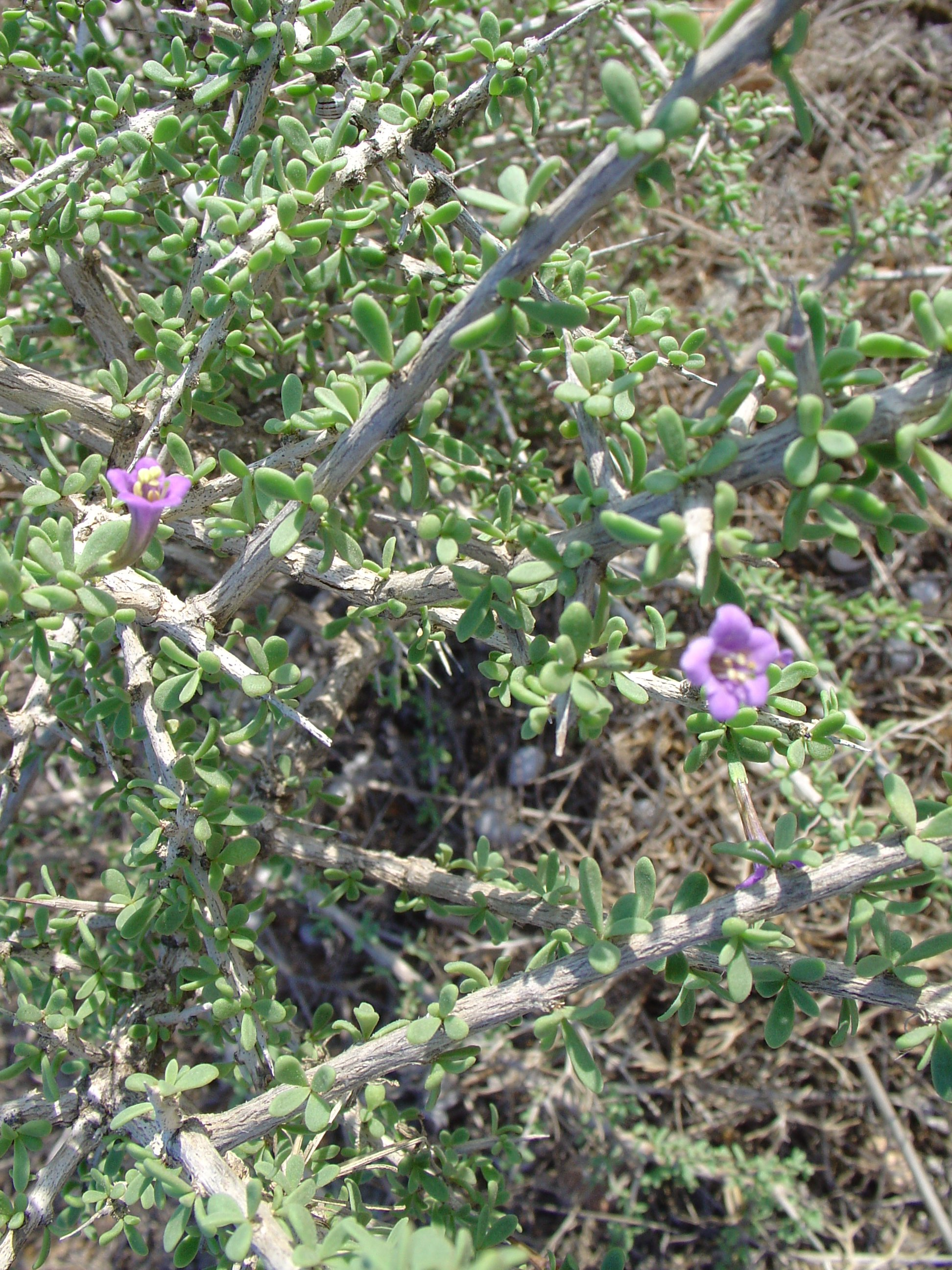